# Шарлот Перели
Ана Йени Шарлот Нилсон, по-известна като Шарлот Перели (на шведски: Charlotte Perrelli, [ɧaˈɭɔtː peˈrɛlːi]), е шведска певица.
Печели Евровизия през 1999 г. с песента Take Me to Your Heaven („Вземи ме в своя рай“).
На Евровизия 2008 представя отново Швеция, заемайки 18 място, с песента Hero („Герой“).

## Дискография албуми
- 1999 – Charlotte
- 2001 – Miss Jealousy
- 2004 – Gone Too Long
- 2006 – I din röst
- 2008 – Hero
- 2008 – Rimfrostjul
- 2012 – The Girl